# Коллекция водорослей и цианобактерий БГПУ
Колле́кция во́дорослей и цианобакте́рий  Башкирского государственного педагогического университета имени М. Акмуллы (англ.  Bashkortostan Collection of Algae and Cyanobacteria, сокращённо BCAC)— крупнейшее в России альгологическое собрание организмов. Насчитывает более 1200 уникальных неповторяющихся штаммов (на декабрь 2012 года — 214 цианобактерий и 1006 водорослей). Они выделены на территории России, Украины, США, Франции, Германии. Используется для проведения фундаментальных и прикладных исследований в направлениях: прикладная микробиология, экология, охрана окружающей среды, молекулярная биология, систематика и таксономия, биоразнообразие и географическое распределение водорослей, биоиндикация. Действует лаборатория экологии водорослей.
Зарегистрирована в World Federation for Culture Collection (WFCC) в ряду 21 коллекций России.
Коллекция культур микроводорослей основана в 1978 году Рустэмом Кабировым. Куратор проекта — Мансурова, Алсу Ринатовна. Директор — Гайсина, Лира Альбертовна. Работала в проекте Хайбуллина, Лилия Салаватовна по новому направлению синтаксономии.
Коллекция — продукт международного сотрудничества кафедры ботаники, биоэкологии и ландшафтного проектирования БГПУ им. М. Акмуллы.
Алсу Мансурова, говоря о будущем развитии BCAC, сказала:

В перспективе на базе BCAC возможно создание мощного научно-исследовательского центра, сочетающего фундаментальные разработки в самых современных областях биологии с внедрением и апробацией результатов исследований.
— http://rf.ru/catalog.aspx?CatalogId=256&DocId=1747&Year=2012&Month=12